# Esercizio fisico a digiuno
L’esercizio fisico a digiuno è una strategia di allenamento sportivo, diffusa soprattutto nell'ambiente fitness, che ipotizza la possibilità di ottenere maggiori riduzioni del grasso corporeo o di ottenere benefici in genere maggiori quando l'esercizio fisico viene svolto in stato di digiuno. Questa pratica,  nella quasi totalità dei casi, si rivolge alla prima mattinata, momento in cui il corpo già proviene,  in media, da 8-10 ore di digiuno notturno, e, nella maggior parte dei programmi, prevede lo svolgimento di attività aerobica, in base al  presupposto che quest'ultima esalterebbe l'ossidazione di grassi durante l'esercizio. A oggi, la ricerca scientifica non ha mai effettivamente confermato vantaggi di questa pratica rispetto all'allenamento a stomaco pieno, e, come è avvenuto per l'allenamento in zona lipolitica, molte credenze riguardo alla sua efficacia sono state smentite o messe molto in discussione.

## La teoria
Considerare l'aspetto dietetico nel contesto dell'attività fisica è essenziale per una prestazione fisica ottimale. Per tanto, la manipolazione corretta della dieta in funzione dell'esercizio fisico fornisce un ambiente più favorevole per ottenere la perdita di peso. Per anni, diversi autori, "guru" del fitness e professionisti hanno ampiamente supportato la teoria che vede nell'esercizio fisico a digiuno di prima mattina (soprattutto esercizio aerobico) un metodo per massimizzare la spesa lipidica durante l'esercizio. Tra questi, Chris Aceto, culturista, nutrizionista e allenatore di successo, nel suo libro Everything You Need to Know About Fat Loss del 1997 promuove questa metodica, e anche Bill Phillips, nel suo bestseller del 1999 Body for LIFE, sosteneva che l'esercizio aerobico di prima mattina a stomaco vuoto fosse il miglior modo per massimizzare la perdita di grasso.
La logica di questa teoria è la seguente: un'assenza prolungata di cibo durante le ore di digiuno notturno (indicativamente 8-12 ore) comporta una riduzione dei livelli glicemici (zucchero nel sangue circolante), provocando una riduzione delle scorte di glicogeno epatico (scorte di carboidrati immagazzinati nel fegato). Questa situazione obbliga il corpo a privilegiare il grasso come fonte energetica piuttosto che il glucosio, non solo nelle ore di digiuno, ma anche durante l'allenamento aerobico, ma soprattutto a bassa intensità (< 50% VO2max). Inoltre, poiché l'insulina da carboidrati (l'insulina che viene stimolata dall'ingestione di carboidrati, o da pasti misti contenenti carboidrati) è nota per essere l'ormone che blocca il dispendio di grassi a favore dei carboidrati (portando al rideposito degli stessi grassi), sia in stato di riposo che durante l'esercizio fisico aerobico a bassa intensità, i bassi livelli di insulina associati al digiuno notturno sono favorevoli alla mobilizzazione dei grassi durante l'esercizio, e questo aumenterebbe la disponibilità di acidi grassi da utilizzare come energia durante la sessione di allenamento. La strategia, piuttosto convincente perché basata su principi fisiologici ed endocrini ben accettati, è diventata molto popolare tra gli entusiasti del fitness e i culturisti, i quali ricercano l'ottenimento di una forma quanto più magra possibile. Tuttavia non vengono mai riportate delle documentazioni scientifiche concrete in grado di confermare se questa metodica possa ritenersi effettivamente utile o superiore rispetto all'esercizio a stomaco pieno. Inoltre non viene mai considerato un aspetto fondamentale dell'alimentazione, ovvero che diversi macronutrienti (carboidrati, proteine e grassi) sono in grado stimolare diverse reazioni metaboliche in base alla loro natura. Per tanto alcuni cibi sono in grado di inibire l'ossidazione di grassi, mentre altri hanno un effetto permissivo su questo processo, senza che vadano ad ostacolare il dispendio lipidico durante l'esercizio.

### Metabolismo e digiuno: aspetti fisiologici
La teoria dell'allenamento a digiuno si fonda effettivamente su processi metabolici confermati in letteratura, tuttavia la sola interpretazione di questi dati non può confermare l'efficacia di questa pratica ai fini del dimagrimento, in quanto si tratta di un argomento molto complesso che necessita di essere approfondito più nel dettaglio. Ad ogni modo possono essere accennati i principi fisiologici del digiuno notturno per poter chiarire il suo funzionamento.
Durante il digiuno notturno, l'assenza di assunzione di nutrienti porta ad alterare l'equilibrio insulina-glucagone aumentando le concentrazioni plasmatiche di glucagone e riducendo le concentrazioni di insulina. Questo porta l'omeostasi dei substrati a passare dai processi di accumulo (processi anabolici) ai processi di mobilizzazione dei substrati e di produzione energetica (processi catabolici). Quando i livelli di glucosio scendono al di sotto della soglia di ipoglicemia, vengono rilasciati gli ormoni catabolici controregolatori, risultando in un ulteriore aumento della produzione di glucosio. Gli ormoni controregolatori possono essere suddivisi in due tipologie: gli ormoni ad azione rapida (catecolammine e glucagone); gli ormoni ad azione lenta (GH e cortisolo). Nel digiuno a breve termine, come quello notturno, ricoprono un ruolo più importante gli ormoni ad azione rapida. Il glucagone agisce principalmente stimolando la produzione epatica di glucosio a partire da diverse ore dall'ultima assunzione di un pasto contenente carboidrati. Le catecolammine (adrenalina e noradrenalina) agiscono sopprimendo ulteriormente la secrezione di insulina, mentre stimolano la gluconeogenesi epatica e renale, inibendo l'utilizzazione periferica del glucosio, e stimolando la lipolisi (la mobilizzazione dei grassi depositati). Questo processo provvede a fornire i substrati per la gluconeogenesi (glicerolo), e fonti energetiche alternative per il muscolo (FFA e corpi chetonici). Le catecolammine e il glucagone agiscono in maniera indipendente, ed entrambi sono richiesti per un'adeguata risposta glicemica.
Durante il digiuno, quindi, il glucosio non entra più in circolo dal tratto gastrointestinale mediante l'assunzione alimentare, ma deriva principalmente dal catabolismo del glicogeno epatico (glicogenolisi epatica), e, mediante gluconeogenesi (conversione del glucosio da substrati non glucidici), ricavandolo da molecole quali lattato, amminoacidi e glicerolo, un processo che avviene per la maggior parte nel fegato, ma in minima parte può avvenire anche nel rene e negli intestini in periodi di digiuno molto avanzato. Il lattato è prodotto dal metabolismo del glucosio nei tessuti periferici in equilibrio col piruvato, che a sua volta deriva da molteplici vie metaboliche e dagli aminoacidi, venendo riconvertito tramite il Ciclo di Cori. Dei vari aminoacidi glucogenetici (alanina, treonina, glicina, acido glutammico), l'alanina prodotta dal catabolismo delle proteine nel muscolo scheletrico gioca un ruolo preminente. Il catabolismo proteico è reso possibile dalle riduzioni di insulina circolante. Infine, un importante substrato glucogenetico durante il digiuno è il glicerolo, che deriva dall'idrolisi dei trigliceridi nel tessuto adiposo. In questa fase, gli acidi grassi liberi (FFA) provenienti dall'idrolisi dei trigliceridi depositati nel tessuto adiposo diventano il carburante principale per sostenere le richieste energetiche. Alcuni tessuti, come il muscolo scheletrico e il fegato, sono in grado di aumentare l'utilizzo di FFA a scapito del glucosio per aumentarne la disponibilità al sistema nervoso centrale (SNC) e altri tessuti strettamente dipendenti dal glucosio (tessuti glucosio-dipendenti).
Durante le prime fasi del digiuno, il glicogeno epatico rappresenta la principale fonte di glucosio disponibile, riuscendo a coprire la domanda per 12-14 ore, se le scorte sono sufficienti. Il glucagone sembra essere necessario per la glicogenolisi epatica durante questo periodo, anche se un aumento del glucagone plasmatico non sembra essere lo stimolo principale. Dopo il digiuno notturno, il tasso di utilizzo medio del glucosio da parte di un uomo sano è di 7 grammi per ora. Considerando che le riserve di glicogeno epatico ammontano approssimativamente a 70-80 grammi, queste possono fornire glucosio al cervello e ai tessuti periferici per 12-16 ore. Due eventi in particolare permettono di mantenere stabili i livelli di glucosio durante questa fase: il muscolo scheletrico e altri tessuti iniziano ad ossidare substrati di origine lipidica al posto del glucosio; la gluconeogenesi epatica, stimolata anche dagli acidi grassi, sostituisce la glicogenolisi epatica come principale fonte di glucosio disponibile in circolo. Il catabolismo del glicogeno presente nel muscolo non viene rilasciato nel circolo ematico, e dopo il digiuno notturno la gluconeogenesi del fegato è di minore importanza. Due fattori sono in grado di stimolare il catabolismo dei trigliceridi depositati nel tessuto adiposo durante il digiuno: le concentrazioni di insulina circolante si riducono significativamente, di conseguenza la sintesi di trigliceridi (lipogenesi) viene soppressa e la lipolisi (la mobilizzazione degli stessi) viene enfatizzata. Inoltre, la noradrenalina viene secreta dalle terminazioni nervose simpatiche stimolando direttamente la lipolisi aumentando i livelli di adenosina monofosfato ciclico (cAMP) negli adipociti. L'adrenalina, che è secreta dalla midollare dei surreni, sembra giocare un ruolo meno importante in questo processo. Come accennato, tra i principali tessuti che sono in grado di utilizzare lipidi al posto del glucosio spiccano il muscolo scheletrico e il fegato.
Diverse sono le condizioni cataboliche del digiuno prolungato dopo 12-16 ore, in cui le riserve di glicogeno epatico vengono esaurite, e il processo catabolico "di emergenza" della gluconeogenesi diventa prevalente, enfatizzando l'approvvigionamento di glucosio dalla conversione di altre molecole non glucidiche, che come menzionato sono lattato, glicerolo e amminoacidi derivanti dalla disgregazione del muscolo scheletrico (proteolisi muscolare). È in questa sede che intervengono in maniera maggiore gli ormoni controregolatori ad azione lenta quali GH e cortisolo, che necessitano di diverse ore per essere evidenti. Quindi questi ormoni giocano un ruolo minimo nella prevenzione acuta dell'ipoglicemia, ma sono importanti per la prevenzione dell'ipoglicemia durante il digiuno prolungato. I cortisolo stimola sia la gluconeogenesi epatica che la lipolisi, risultando in un aumento dei livelli di FFA e glicerolo. Il GH ha simili effetti sulla lipolisi e sulla gluconeogenesi, mentre simultaneamente sopprime l'utilizzo periferico di glucosio. Entrambi questi ormoni favoriscono la lipolisi e forniscono substrati gluconeogenici, così come FFA e corpi chetonici, che sono usati come fonti energetiche alternative. Il catabolismo delle proteine si riduce sensibilmente dopo il terzo giorno di digiuno. Ciò avviene a causa dell'aumento della sintesi epatica di corpi chetonici e nel contempo una sensibile riduzione dell'utilizzazione totale di glucosio da parte dei tessuti periferici e centrali. Questo porta quindi ad un tasso catabolico del muscolo notevolmente inferiore per via di una ridotta necessità di fornire substrati glucogenetici.

### Il parere di alcuni professionisti
(Greg Landry, phD. The Metabolism System for Weight Loss. 2000.)
(Lyle McDonald, The Ketogenic Diet)
(Chris Aceto)
(Charles Poliquin)
(Jenna A. Bell-Wilson, Ph.D., RD, LD.)

## Controversie e dati scientifici
In primo luogo, ciò che potrebbe essere messo fortemente in discussione, soprattutto con l'evoluzione scientifica degli ultimi anni, è che il dispendio calorico durante l'allenamento non è un dato realistico per poter valutare l'efficacia di un programma di allenamento mirato alla riduzione della massa grassa, a maggior ragione se vengono solo stimate all'interno di questo conteggio le calorie apportate dai soli grassi. Ciò è dato dal fatto che il dispendio energetico/calorico associato all'esercizio fisico comprende sia l'energia spesa durante lo stesso, sia quella spesa nel periodo successivo (Binzen et al., 2001). Tuttavia, le classiche stime del dispendio calorico si limitano a valutarlo solo durante l'esercizio e non nel periodo successivo.
Il metabolismo opera naturalmente in maniera più complessa. Esso regola continuamente l'uso di grassi e carboidrati come carburante a seconda di una certa varietà di fattori. Come regola generale, se si bruciano più carboidrati durante l'attività fisica, in ultima analisi si bruciano più grassi nel periodo post-allenamento e viceversa (Hansen et al., 2005). Secondo i ricercatori, l'impiego energetico dei grassi in realtà deve essere considerato nell'arco di tutta la giornata - non ora per ora - per avere una prospettiva significativa del suo impatto sulla composizione corporea. In questo contesto il digiuno presenta dei notevoli svantaggi, in quanto porta ad una riduzione significativa del dispendio calorico nelle 24 ore post-esercizio rispetto all'assunzione di cibo nel pre-allenamento, e può facilmente ridurre la massa muscolare, un fattore che come si potrà vedere, influisce in negativo sul dimagrimento.

### Digiuno a lungo termine
Ventiquattro ore di digiuno risultano in un aumento delle concentrazioni di catecolammine circolanti, un aumento della lipolisi, un aumento delle concentrazioni di acidi grassi liberi (FFA), e un decremento del ricambio di glucosio. Tuttavia le riserve di glicogeno muscolare rimangono invariate dopo il digiuno. Viene riportato che 24 ore di digiuno non abbiano effetto sulle capacità di endurance a basse intensità (45% VO2max). Zinker et al. osservarono una riduzione del 38% della prestazione al 50% del VO2max, Loy et al. riportarono un decremento dal 15 al 63% della prestazione dal 79 all'86% del VO2max, mentre Gleenson et al. riportarono un decremento della performance al 100% del VO2max. Il decremento della prestazione non era reversibile con l'assunzione di carboidrati durante l'esercizio.
Dall'analisi di questi dati, si può concludere che il digiuno a lungo termine (tempo medio 24 ore) riduce fortemente la prestazione. In sintesi, il digiuno aumenta la disponibilità dei substrati lipidici e aumenta l'ossidazione di grassi a riposo e durante l'esercizio. Tuttavia, dal momento che le riserve di glicogeno non vengono mantenute, la resistenza alla fatica e la performance vengono compromesse. Il digiuno prolungato tuttavia presenta un altro aspetto negativo, in quanto è un forte stimolatore della perdita di muscolo scheletrico. Ad ogni modo, l'allenamento dopo un digiuno prolungato più delle ore notturne non viene considerato nelle classiche metodiche finalizzate ad un maggior utilizzo di grasso durante l'esercizio, tra i vari motivi, perché in questo modo la perdita di massa muscolare indotta può compromettere a sua volta il dimagrimento a lungo termine, ma anche per ulteriori effetti avversi che questo evento può provocare, come l'incapacità di mantenere la prestazione, o l'instaurarsi di uno stato di acidosi.

### Digiuno notturno
Effettivamente, la ricerca mostra che anche l'aerobica svolta a seguito del digiuno notturno è in grado di aumentare l'utilizzo dei grassi durante l'esercizio rispetto allo stesso allenamento a stomaco pieno, ma questo si verifica solo a livelli molto bassi di intensità di allenamento. Durante livelli di intensità moderati o alti, il corpo continua a mobilizzare significativamente più grasso a digiuno rispetto a dopo aver mangiato. In realtà il tasso catabolico supera la capacità del corpo di utilizzare gli acidi grassi in più come carburante. In altre parole, si verifica una liberazione extra di acidi grassi circolanti (FFA) nel sangue che non possono essere utilizzati da muscoli in attività. In ultima analisi, questi acidi grassi vengono riesterificati in trigliceridi nel post-allenamento, e poi riaccumulati nelle cellule adipose.
Bergman e Brooks (1999) valutarono gli effetti dell'aerobica sull'ossidazione dei lipidi confrontando dei gruppi a digiuno con dei gruppi a stomaco pieno. I ricercatori conclusero che l'allenamento di endurance potenzia l'ossidazione dei lipidi nell'uomo dopo un digiuno notturno di 12 ore, ma solo bassa intensità (22 e 40% VO2max). Infatti, l'effetto dell'esercizio sul Respiratory Exchange Ratio (RER o tasso di scambio respiratorio) non era evidente ad intensità di esercizio maggiori (59 e 75% VO2max). Considerando che le basse intensità segnalate non sono associabili all'esercizio aerobico, in quanto corrispondono a movimenti molto blandi come la camminata molto leggera, lo studio mette in luce che nei range di intensità maggiori, come quelli tipicamente utilizzati per massimizzare l'ossidazione di grassi (zona lipolitica: ~65% VO2max), il digiuno non apporta alcun beneficio aggiuntivo sull'ossidazione di grassi.
Anche in una ricerca contemporanea da parte di Horowitz et al. (1999) si scoprì che quando i soggetti moderatamente allenati svolgevano l'attività aerobica a bassa intensità (25% VO2max) o a moderata intensità (68% VO2max), non vi era alcuna differenza nella quantità di grassi ossidati, indipendentemente dal fatto che i soggetti avessero mangiato o meno. Questi risultati valevano per i primi 90 minuti di esercizio, e solo dopo questo periodo, il digiuno ha iniziato a produrre un cambiamento nella quantità di grassi impiegati. Come nella ricerca precedente, da questi risultati sembra che l'attività aerobica a digiuno non produca benefici maggiori sul dispendio lipidi rispetto all'esecuzione a stomaco pieno, a prescindere dall'intensità di allenamento.
Febbraio et al. (2000) analizzarono gli effetti dell'ingestione di carboidrati prima e durante l'allenamento. I soggetti si sono allenati per 2 ore ad un'intensità del 63% del VO2max, cioè nella zona lipolitica. Il risultato che si evidenziò fu che i carboidrati prima e durante l'esercizio migliorarono le prestazioni, ma non ci fu alcuna differenza nell'ossidazione totale di grassi tra i soggetti a digiuno e nutriti. Nonostante gli elevati livelli di insulina nel gruppo che assunse carboidrati, non vi era alcuna differenza nella disponibilità di grassi o nell'utilizzo di grassi.
De Bock et al. (2008) investigarono sull'effetto di un programma di allenamento di endurance aerobico della durata di 6 settimane, 3 giorni a settimana, per 1-2 ore, al 75% del VO2max, su 20 soggetti maschi moderatamente attivi. Questi vennero divisi in due gruppi; uno si allenava a digiuno, mentre l'altro a stomaco pieno assumendo una quantità di carboidrati (1 g/kg). Entrambi i gruppi seguivano lo stesso regime dietetico (65% carboidrati, 15% proteine, 20% grassi). Dopo l'esercizio, le riserve di glicogeno erano maggiori nel gruppo che assumeva carboidrati ma non nel gruppo a digiuno. Il gruppo a digiuno subì un'attenuazione del catabolismo del glicogeno se confrontato al gruppo a stomaco pieno. Non vennero rilevate differenze nel tasso di ossidazione di grassi. Secondo le conclusioni dello studio, l'allenamento a breve termine provoca adattamenti simili sul miglioramento del VO2max. Anche se nel gruppo a digiuno si è verificata una diminuzione dell'utilizzo del glicogeno e un aumento di alcuni marker proteici coinvolti nella gestione dei grassi, l'ossidazione dei grassi durante l'esercizio nel gruppo che assumeva carboidrati non è risultata differente.
In una ricerca recente da parte di Stannard et al. (2010) venne comparato l'effetto del digiuno o dell'assunzione di carboidrati pre-esercizio di prima mattina sull'esercizio di endurance su cicloergometro su due gruppi di soggetti giovani. I risultati suggerirono che gli uomini rispondessero meglio delle donne nello stato di digiuno per quanto riguarda gli adattamenti muscolari. Mentre il gruppo che si allenava a digiuno dimostrò in 4 settimane un significativo aumento del VO2max e delle concentrazioni basali di glicogeno muscolare, indipendentemente dal sesso, rispetto al gruppo che si allenava a stomaco pieno. Non vennero però stabilite le eventuali differenze nella perdita di grasso.
Van Proeyen et al. (2010) analizzarono l'effetto dell'aerobica a digiuno sulla tolleranza al glucosio e sulla sensibilità insulinica sotto regime dietetico ipercalorico/iperlipidico per un periodo di 6 settimane. Entrambi i gruppi si allenavano per 4 volte a settimana, e il gruppo non a digiuno assumeva carboidrati prima e durante l'esercizio. Al termine dello studio, l'équipe stabilì per la prima volta che l'esercizio a digiuno è più efficace rispetto all'esercizio a stomaco pieno, sia per facilitare gli adattamenti muscolari che favoriscono l'ossidazione di lipidi, sia per migliorare la tolleranza al glucosio e la sensibilità insulinica, anche se questo beneficio poteva essere attribuito a soggetti sotto regime ipercalorico/iperlipidico.
Van Proeyen et al. (2011) analizzarono ulteriormente gli effetti dell'esercizio a digiuno di prima mattina. Venti maschi giovani parteciparono ad un programma di endurance di 6 settimane, per 4 volte a settimana allenandosi per 1 o 1,5 ore al 70% del VO2max, seguendo una dieta iperglucidica dallo stesso apporto calorico. I soggetti vennero divisi in due gruppi: uno si allenava a digiuno , mentre l'altro ingeriva un'alta quantità di carboidrati prima (∼160 g) e durante (1 g/kg) l'esercizio. In entrambi i gruppi venne aumentato il VO2max (+9%) e le prestazioni generali. Nel gruppo a digiuno è avvenuto un utilizzo di trigliceridi intramuscolari, mentre ciò non è avvenuto nel gruppo a stomaco pieno. Il gruppo a digiuno ha aumentato di più di 3 volte il livello della zona lipolitica (l'intensità in cui avviene un maggiore tasso di ossidazione di grassi). Inoltre, solo il gruppo a digiuno ha evitato lo sviluppo del calo delle concentrazioni di glucosio nel sangue. Secondo i ricercatori, allenarsi a digiuno è un metodo più efficace per aumentare la capacità ossidativa del muscolo scheletrico, e al tempo stesso esalta la degradazione dei trigliceridi intramuscolari indotti dall'esercizio. Inoltre, il gruppo a digiuno è stato in grado di prevenire il calo dei livelli glicemici durante l'esercizio al contrario del gruppo a stomaco pieno. Anche in questo caso, non state misurate le variazioni della composizione corporea tra i due gruppi.
Farah e Gill (2012) confrontarono l'impatto dell'esercizio eseguito prima o dopo la prima colazione sul bilancio lipidico e sul metabolismo post-prandiale. Dieci uomini sedentari leggermente sovrappeso (età media 28 anni) vennero suddivisi in tre gruppi: il primo gruppo era di controllo, il secondo gruppo eseguiva una blanda attività aerobica (camminata) per 60 minuti al 50% del VO2max prima della colazione, il terzo gruppo eseguiva lo stesso allenamento dopo la colazione. Il pasto era una "prima colazione standard". Il pasto successivo alla colazione avveniva a 3-5 ore di distanza. I ricercatori notarono che il bilancio lipidico era inferiore nel gruppo che si allenava prima della colazione, ma entrambi presentavano un'inferiore risposta insulinica al pasto rispetto al gruppo di controllo. Non ci sono state differenze nel consumo di cibo ad libitum (a sazietà) tra i 2 gruppi che affrontavano l'allenamento. Gli scienziati suggerirono che ci potesse essere un vantaggio nel eseguire l'esercizio aerobico a bassa intensità prima della colazione, tuttavia segnalarono che fossero necessarie ulteriori conferme per verificare se questa strategia possa effettivamente essere utile nei risultati a lungo termine e in condizioni normali.
Anche Deighton et al. (2012) investigarono sugli effetti dell'esercizio a digiuno o a stomaco pieno, sul consumo di cibo ad libitum e sulle risposte metaboliche associate. Venti maschi sani normopeso (età media 23 anni) vennero divisi in tre gruppi: il primo di controllo, il secondo svolgeva attività aerobica sul treadmill per 60 minuti a moderata intensità (∼70% VO2max) a digiuno, mentre il gruppo a stomaco pieno svolgeva lo stesso allenamento a distanza di 4-5 ore dalla colazione. Una "prima colazione standard" veniva somministrata a circa 1.5 ore dal risveglio, mentre i pasti ad libitum vennero somministrati a 5.5 e 9.5 ore di distanza. L'esercizio nel gruppo a stomaco pieno ha soppresso l'appetito in misura maggiore rispetto al gruppo a digiuno. L'apporto energetico ad libitum non è risultato differente tra i due gruppi di studio, risultando in un bilancio energetico negativo in entrambi rispetto al gruppo di controllo. I risultati suggerirono che 60 minuti di corsa sul tapis roulant portano ad un bilancio energetico giornaliero negativo rispetto al giorno di riposo, ma non risulta più efficace se eseguito prima o dopo la prima colazione.
Gonzalez et al. (2013) esaminarono l'impatto della prima colazione e dell'esercizio fisico sul metabolismo postprandiale, sull'appetito e sull'equilibrio dei macronutrienti. Un gruppo di dodici uomini attivi venne suddiviso in 4 gruppi: a riposo senza colazione, esercizio senza colazione, colazione senza esercizio, colazione seguita da esercizio. L'allenamento consisteva in un'attività aerobica ad intensità moderata e frequenza costante. Un frappé al cioccolato da 1500 kJ (circa 358 kcal) è stato somministrato a tutti i gruppi dopo 90 minuti dall'esercizio, seguito da un pranzo a base di pasta ad libitum. L'appetito a seguito della bevanda era inferiore nel gruppo a stomaco pieno. Dopo il pranzo, il bilancio energetico meno positivo tra tutti i gruppi è stato osservato in quello che si allenava a stomaco vuoto. Indipendentemente dal consumo della prima colazione, i ricercatori hanno scoperto che coloro che avevano svolto l'allenamento mattutino non hanno consumato calorie aggiuntive o percepito un aumento dell'appetito durante la giornata per compensare la spesa calorica indotta dall'attività fisica. La prima colazione ha migliorato le risposte generali all'appetito al consumo di cibo nel corso della giornata, ma ha annullato l'effetto sulla soppressione dell'appetito indotta dall'esercizio fisico. Il dato significativo è che coloro che si erano allenati a digiuno avevano consumato quasi il 20% in più di grasso rispetto a coloro che avevano consumato la prima colazione prima dell'allenamento.

### Influenza del cibo e del digiuno sul EPOC
Il cardio a digiuno può avere meno senso quando si prende in considerazione l'impatto dell'EPOC. L'EPOC, comunemente denominato "afterburn", rappresenta il consumo di ossigeno, o il dispendio energetico, al di sopra dei livelli basali (o pre-esercizio) che si verifica nelle ore successive all'esercizio. In termini semplici è la quantità di calorie consumate dopo l'allenamento. Durante il periodo in cui si manifesta l'EPOC, il corpo avvia i processi di recupero e di ripristino dei livelli pre-esercizio, utilizzando energia supplementare per completare questo processo. Il dato interessante è che durante l'EPOC, il metabolismo energetico si sposta su un utilizzo preferenziale di lipidi piuttosto che di glucidi, il che significa che maggiore è l'EPOC e maggiore sarà l'utilizzo di grassi post-esercizio. Svariati studi hanno dimostrato in maniera univoca che mangiare prima dell'esercizio favorisca un notevole aumento del EPOC, e quindi del metabolismo basale, rispetto al digiuno.
Lee et al. (1991) analizzando soggetti maschi del college, compararono gli effetti termogenici e lipolitici dell'esercizio somministrando prima della prestazione una bevanda a base di latte e glucosio, valutando gli effetti che questa aveva sull'esercizio ad alta intensità o bassa intensità. Prevedibilmente, l'assunzione della bevanda aumentò l'entità del EPOC (connesso con la termogenesi misurata) in maniera significativamente maggiore rispetto ai gruppi che non avevano assunto la bevanda in entrambi i casi. Altrettanto prevedibilmente, il protocollo ad alta intensità aveva provocato la maggiore ossidazione di lipidi durante il periodo di recupero rispetto al protocollo a bassa intensità.
Hackney et al. (2010) vollero stabilire quale nutriente, tra proteine e carboidrati, fosse in grado di massimizzare l'EPOC dopo un allenamento con i pesi ad alto volume. I risultati dello studio indicarono che la fonte proteica (un integratore proteico) era in grado di aumentare il metabolismo basale e quindi l'EPOC in maniera significativamente maggiore rispetto all'assunzione di una quantità isocalorica di carboidrati.
Uno studio di Paoli et al. (2011) ha voluto esaminare le differenze tra l'EPOC a digiuno, o assumendo precedentemente del cibo. Anche questa ricerca venne condotta per risolvere alcune controversie che vedono nell'esercizio aerobico di prima mattina a digiuno un metodo per bruciare più grassi rispetto allo stato nutrito. Da questa analisi è emerso che, dopo un allenamento aerobico lipolitico (36 minuti sul treadmill al 65% FCmax), il gruppo che consumava cibo prima dell'esercizio riusciva ad aumentare significativamente l'EPOC e quindi l'ossidazione di grassi fino a 24 ore dal termine.

### Conclusioni

#### Ossidazione di grassi e riduzione della massa grassa
Dall'analisi della maggior parte degli studi sull'esercizio a digiuno si riescono ad estrapolare dei dati controversi che necessitano di un'attenta interpretazione. Come prima segnalazione, è necessario considerare che diversi cibi riescono ad avere un diverso impatto metabolico sull'utilizzo di substrati durante l'esercizio, e queste variazioni dipendono anche dall'intensità dell'esercizio stesso. Viene ampiamente constatato che l'assunzione di carboidrati prima e durante l'esercizio porti a sfruttare prevalentemente carboidrati durante l'allenamento, inibendo l'utilizzo di lipidi a basse intensità. Al contrario, l'ingestione di alimenti ad alto contenuto lipidico, o l'infusione di lipidi, stimolano la produzione di energia dall'ossidazione di lipidi sopprimendo l'utilizzo di carboidrati. Anche i cibi proteici assunti pre-allenamento hanno un effetto analogo all'assunzione di lipidi sull'ossidazione di lipidi durante l'esercizio: proteine e grassi hanno un effetto permissivo sull'ossidazione di grassi, mentre i carboidrati hanno un effetto inibitorio. Da queste osservazioni si può concludere che la mobilizzazione dei grassi durante l'esercizio non dipende strettamente dall'assunzione di cibo di per sé, ma dal tipo di cibo e/o dalla composizione del pasto assunto. Come si può notare, nelle varie ricerche vengono utilizzati dei metodi ampiamente differenti nel contesto dell'assunzione di cibo, il che può in parte spiegare le differenze nei risultati ottenuti. In una buona parte dei casi, per i gruppi a stomaco pieno vengono utilizzati grandi quantitativi di carboidrati, noti per il loro effetto sull'inibizione dell'ossidazione lipidica durante l'esercizio, soprattutto a basse intensità, oltre che in stato di riposo. In alcuni studi, i soggetti assumono carboidrati anche durante l'esercizio oltre che precedentemente. In diversi altri casi il pasto pre-esercizio consiste in una "prima colazione standard", cioè un pasto misto, che più si avvicinerebbe a condizioni di vita reali. Tuttavia, il pasto misto utilizzato negli studi come prima colazione può differire largamente in termini di composizione. Inoltre, viene ampiamente riconosciuto che il pasto misto (che compone l'ipotetica prima colazione) sia in grado di aumentare la risposta insulinica rispetto alla stessa quantità di carboidrati assunta da sola, e quindi potenzialmente esaltando la soppressione della lipolisi durante l'esercizio. Sarebbe dunque un errore scambiare i risultati delle ricerche per validi in qualsiasi contesto senza considerare quale cibo, con quale composizione, e in quale quantità venga consumato dai gruppi che si allenano a stomaco pieno.
Bergman e Brooks (1999) conclusero che l'allenamento a digiuno esalta l'ossidazione di lipidi ma solo a bassissime intensità (22 e 40% VO2max, cioè sforzi minimi come la camminata blanda), quando il gruppo a stomaco pieno assumeva una colazione standard da 550 kcal ricca di carboidrati (87% carb., 2% grassi, e 11% proteine). Horowitz et al. (1999) segnalarono che non vi fosse alcuna differenza nella quantità di grassi ossidati, indipendentemente dal fatto che i soggetti avessero mangiato o meno, nei primi 90 minuti esercizio. Il gruppo a stomaco pieno assunse delle barrette energetiche a base di carboidrati ad alto indice glicemico. De Bock et al. (2008) confermò questi risultati, non rilevando alcuna differenza nel tasso di ossidazione di grassi tra i due gruppi (il gruppo a stomaco pieno assumeva 1 g/kg di carboidrati pre-esercizio). Nello studio di Van Proeyen et al. (2011), venne trovato che i soggetti a digiuno migliorarono le capacità di ossidativa del muscolo, quando i soggetti a stomaco pieno assumevano carboidrati prima (∼160 g) e durante (1 g/kg) l'esercizio.
Per quanto riguarda gli effetti cronici indotti da questa metodologia, cioè i dati di maggior interesse per avere una definitiva conferma sulla presunta efficacia dell'esercizio a digiuno sul dimagrimento, non sembra essere mai stato analizzato l'aspetto della riduzione della massa grassa sul lungo termine tra i gruppi a digiuno o a stomaco pieno, per tanto la conclusione che vedrebbe l'esercizio a digiuno un metodo superiore per il dimagrimento ad oggi rimane priva di riscontro scientifico. Per altro, ciò che la letteratura scientifica ha stabilito negli ultimi decenni, è che non c'è necessariamente una correlazione tra il dimagrimento e la prevalenza di grassi come combustibile durante l'attività cardio, quindi il fatto che si consumino grassi durante l'allenamento non indica che il metodo utilizzato sia più efficace per la perdita di grasso corporeo. Ciò in quanto devono essere previste molte più variabili ed è necessario considerare la spesa lipidica sul breve, medio e lungo termine per poter stabilire l'effettiva validità di un programma di allenamento dimagrante. I risultati di un importante numero di ricerche hanno infatti dimostrato che l'allenamento cardiovascolare ad alta intensità, in cui per definizione viene intensificata la spesa di glucidi a scapito dei lipidi, portasse ad una riduzione della massa grassa sul lungo termine paragonabile o superiore rispetto a quella ottenuta con l'allenamento cardio a moderata o bassa intensità (in cui prevale il dispendio di grassi) a parità di dispendio calorico. Sia l'allenamento cardio a frequenza cardiaca costante ad alta intensità (High Intensity Endurance Training, HIET), sia l'interval training ad alta intensità (High Intensity Interval Training, HIIT) sia l'Aerobic Circuit Training (ACT) ad alta intensità, cioè metodi di allenamento durante il quale avviene un preponderante utilizzo di carboidrati piuttosto che di lipidi, hanno mostrato di portare sul lungo termine ad una riduzione del grasso corporeo simile o spesso superiore alla normale attività aerobica a intensità bassa o moderata.

#### Carboidrati come inibitori dell'ossidazione lipidica
Da quanto è stato rilevato in letteratura, i macronutrienti hanno un diverso impatto sull'ossidazione di grassi durante l'allenamento, per tanto non è possibile considerare l'assunzione di cibo a prescindere come un fattore in grado di determinare l'inibizione di questo processo. È risaputo che i carboidrati sono i principali stimolatori dell'insulina, cioè l'ormone che per ruolo inibisce l'ossidazione di lipidi provocando invece l'accumulo di grasso. L'insulina non a caso è noto come il più potente ormone antilipolitico (cioè che ostacola la mobilizzazione del grasso). Se proteine e lipidi hanno un effetto permissivo sull'utilizzo di grassi, l'assunzione di carboidrati invece porta tendenzialmente ad un effetto inibitorio, ma ciò può essere condizionato da altri fattori. Infatti ciò avviene soprattutto quando l'esercizio aerobico è svolto a bassa intensità, uno sforzo paragonabile alla blanda camminata. È stato visto che l'ingestione di carboidrati prima o durante l'esercizio a bassa intensità (25-50% del VO2max) è in grado di dimezzare l'ossidazione di grassi rispetto al digiuno. È stato osservato che al 50% del VO2max, la disponibilità di carboidrati può direttamente regolare l'ossidazione del grasso attraverso l'iperinsulinemia inibendo il trasporto di acidi grassi a lunga catena nei mitocondri. Secondo i ricercatori di uno studio recente: "Per migliorare la lipolisi indotta dall'esercizio fisico e la conseguente ossidazione dei grassi durante l'esercizio fisico a bassa intensità, i soggetti obesi non dovrebbero ingerire carboidrati immediatamente prima dell'esercizio. Il senso della fame può essere soddisfatto da un cibo proteico." (Erdmann et al., 2010).
Al contrario, l'assunzione di carboidrati durante l'esercizio a moderata intensità (65-75% del VO2max) non riduce l'ossidazione dei grassi durante i primi 120 minuti di esercizio. I differenti effetti dell'assunzione di carboidrati durante l'allenamento a bassa o moderata intensità sembrano essere correlati alle differenze nella risposta insulinica. Durante l'esercizio a bassa intensità, l'assunzione di carboidrati aumenta la concentrazione plasmatica di insulina da due a tre volte rispetto al digiuno aumentando l'assorbimento di glucosio da parte del muscolo scheletrico. Inoltre, l'aumento della concentrazione di insulina plasmatica è associato ad una riduzione della concentrazione plasmatica di acidi grassi liberi (FFA) e ad una soppressione della lipolisi. Questi eventi favoriscono un aumento dell'ossidazione dei carboidrati e una diminuzione dell'ossidazione dei grassi. A differenza dell'esercizio a bassa intensità, la risposta insulinica all'ingestione dei carboidrati durante l'esercizio a moderata intensità è quasi completamente soppresso. Questo potrebbe spiegare perché l'assunzione di carboidrati durante l'esercizio a moderata intensità non influenza l'ossidazione dei grassi, l'ossidazione dei carboidrati e l'utilizzo di glicogeno muscolare, o presumibilmente l'ossidazione del glucosio nel sangue durante le prime 2 ore di attività fisica ad intensità moderata. È interessante notare che l'ingestione di carboidrati durante l'esercizio a moderata intensità non riduce l'ossidazione dei grassi, nonostante avvenga una significativa soppressione degli FFA nel plasma e delle concentrazioni di glicerolo.
Queste possono valere come indicazioni generali, ma anche il grado di allenamento dei soggetti può giocare un ruolo significativo nei processi ossidativi. Nonostante sia stato trovato che l'ingestione di glucosio durante l'esercizio inibisca la lipolisi tramite una diminuzione dell'espressione genica coinvolta nell'ossidazione di grasso negli uomini e donne non allenati o moderatamente allenati durante lo sforzo a moderata intensità, sembra che questo effetto non sia stato riscontrato negli uomini allenati, nei primi 120 minuti di esercizio. È interessante notare che il range di intensità in cui l'ossidazione dei grassi è esaltata (zona lipolitica) non è stata influenzata dall'ingestione di carboidrati, e questa condizione è stata mantenuta per le prime 2 ore di esercizio fisico. Nella ricerca di Horowitz non vennero trovate particolari differenze su uomini moderatamente allenati tra i gruppi a digiuno e i gruppi che assumevano una soluzione di carboidrati ad alto indice glicemico, sia ad intensità bassa che moderata. Anche Coyle fornì dei risultati simili. I soggetti completarono 2 ore di pedalata ingerendo una soluzione di carboidrati a 30, 60 e 90 minuti di allenamento. Nel gruppo che si allenava a bassa intensità, l'ossidazione di grassi non era ridotta al di sotto dei valori del gruppo a digiuno fino a 80-90 minuti. Nel gruppo che si allenava a intensità moderata non vennero osservate differenze nell'ossidazione di grasso tra i soggetti a digiuno o a stomaco pieno durante l'esercizio. Come ulteriori evidenze a favore del cardio a stomaco pieno negli uomini allenati, anche i risultati dello studio di Febbraio (2000) non rilevarono alcuna differenza nell'ossidazione di grasso tra i gruppi a digiuno e coloro che assumevano carboidrati.
Le conclusioni che si possono trarre dei risultati forniti dagli studi sono:
- A basse intensità (25-50% VO2max), i carboidrati assunti durante l'esercizio fisico riducono l'ossidazione dei grassi rispetto al digiuno nei soggetti non allenati;
- A intensità moderata (63-68% VO2max), i carboidrati assunti durante l'esercizio fisico possono ridurre l'ossidazione dei grassi nei soggetti non allenati, ma non riducono l'ossidazione dei grassi nei soggetti allenati, per almeno i primi 80-120 minuti di esercizio;
- I carboidrati assunti durante l'esercizio stimolano la liberazione del glicogeno epatico, che è tra i fattori più importanti per prevenire il catabolismo durante diete ipocaloriche e altre condizioni di stress metabolico. Questo effetto epatico protettivo non si verifica nel cardio digiuno;
- Al livello di intensità in cui è stato stabilito il picco di ossidazione dei grassi (~63% VO2max, cioè la zona lipolitica), i carboidrati migliorano le prestazioni senza alcuna soppressione dell'ossidazione di grassi nei soggetti allenati;

#### Ossidazione di grassi post-esercizio
Poiché il corpo continua a consumare un surplus di energia dopo l'esercizio, l'EPOC - un parametro che indica l'aumento del metabolismo basale nelle ore successive all'allenamento fisico - gioca un ruolo supplementare per un programma di allenamento mirato al dimagrimento. Questo dato è particolarmente significativo, considerando che le calorie spese durante l'EPOC provengono prevalentemente dai lipidi. Per quanto riguarda l'ossidazione di grassi post-esercizio, le evidenze scientifiche stabiliscono che l'assunzione di cibo, oltre che il tipo di cibo, è una strategia in grado di esaltare significativamente questo processo rispetto al digiuno. Si è riuscito a dimostrare che non solo l'EPOC aumenta assumendo del cibo prima dell'esercizio, ma che questo si traduce in un dispendio di grassi maggiore e per più tempo fino a 24 ore dal post-esercizio rispetto all'esercizio a digiuno, che le proteine aumentano l'EPOC più dei carboidrati, e questo aumenta di più in proporzione all'intensità. Può essere curioso notare che alcune delle ricerche sull'esercizio dopo aver consumato una prima colazione standard (Farah e Gill 2012, Gonzalez et al. 2013) hanno trovato un potenziale vantaggio indotto dallo stato di digiuno sul bilancio lipidico negativo rispetto allo stomaco pieno, anche se paradossalmente Paoli et al. (2011) nota che il consumo stesso della prima colazione porta ad una maggiore ossidazione lipidica post-allenamento nelle 24 ore successive rispetto al digiuno. Questo lascia intendere che, anche se lo stato di digiuno è in grado di favorire un bilancio lipidico negativo, anche l'assunzione di cibo può favorire questo processo mediante un'esaltazione dell'EPOC, e quindi dell'aumento del dispendio lipidico post-esercizio. Risulta tuttavia ancora difficile stabilire quale delle due strategie, se lo stomaco pieno o il digiuno, sia in grado di creare una maggiore ossidazione lipidica, in quanto insorgono molte altre variabili. Certo è che la spesa lipidica post-esercizio rimane maggiore consumando del cibo pre-allenamento.
Da questi risultati si può concludere che mangiare prima dell'attività fisica aumenta il metabolismo basale e il dispendio dei grassi fino a 24 ore post-esercizio molto più che effettuare la stessa attività a digiuno, e che anche la scelta dei nutrienti è in grado di influire sull'EPOC. Altre ricerche hanno stabilito infatti che, paragonando gli effetti di diversi pasti pre-esercizio tra un pasto iperglucidico, uno iperlipidico, e uno iperproteico, il primo era in grado di dimezzare l'ossidazione di grassi durante l'esercizio rispetto agli ultimi due. Ciò sta a significare che un pasto proteico prima dell'esercizio è in grado non solo di enfatizzare la spesa lipidica nelle ore post-allenamento, ma esaltarla del doppio anche durante l'allenamento rispetto all'assunzione di un pasto a base di carboidrati.
In conclusione:
- l'assunzione di cibo è in grado di enfatizzare significativamente l'EPOC e quindi la spesa lipidica fino a 24 ore post-esercizio rispetto al digiuno;
- i cibi proteici esaltano l'EPOC e quindi la spesa lipidica fino a 24 ore in maniera significativamente maggiore rispetto ai cibi glucidici;
- i pasti glucidici pre-esercizio, a seconda di alcune circostanze, hanno la tendenza ad inibire l'ossidazione di lipidi durante l'esercizio, dimezzandola rispetto all'assunzione di pasti proteici o lipidici;
- i pasti proteici e i pasti lipidici pre-esercizio hanno un effetto permissivo favorendo l'ossidazione di lipidi di circa il doppio rispetto ai pasti glucidici;
- le proteine sono il macronutriente che più di tutti esalta l'ossidazione lipidica, perché la enfatizza sia durante che dopo l'esercizio;
- l'EPOC e quindi la spesa lipidica post-esercizio viene ulteriormente enfatizzato aumentando l'intensità dell'esercizio in concomitanza con l'assunzione di cibo;

#### Adattamenti fisiologici e muscolari
L'esercizio a digiuno ha dato risultati controversi anche sugli adattamenti fisiologici e muscolari indotti. Stannard et al. (2010) riportarono un maggiore aumento del VO2max e delle concentrazioni basali di glicogeno muscolare nel gruppo a digiuno rispetto al gruppo che assumeva carboidrati poco prima della prestazione. Van Proeyen et al. (2011) non confermò i benefici sull'aumento del VO2max nel gruppo a digiuno rilevando un miglioramento identico tra i 2 gruppi (i soggetti a stomaco pieno assumevano carboidrati prima [∼160 g] e durante [1 g/kg] l'esercizio). Anche da De Bock et al. (2008) non rilevarono differenze sul miglioramento del VO2max tra i due gruppi. Van Proeyen et al. (2010) registrò ulteriori vantaggi dall'allenamento a digiuno in soggetti sotto regime dietetico ipercalorico/iperlipidico. Il gruppo a digiuno ottenne un miglioramento degli adattamenti muscolari che favoriscono l'ossidazione di lipidi, e un miglioramento della tolleranza al glucosio e della sensibilità insulinica. Il gruppo a stomaco pieno assumeva carboidrati prima e durante l'esercizio. Nonostante i risultati positivi, il caso di studio presentava delle condizioni (regime dietetico ipercalorico/iperlipidico) che poco si avvicinano ad un normale regime dietetico, ancora meno ad un regime dietetico per la perdita di peso. Inoltre è ben noto che l'alto consumo di lipidi è in grado di peggiorare la sensibilità insulinica, e ciò può essere stato aggravato dall'alto consumo di carboidrati prima e durante l'allenamento. Lo stesso Van Proeyen et al. (2011) registrò un miglioramento della capacità ossidativa del muscolo (quindi la capacità di ossidazione dei grassi) nel gruppo a digiuno, e questo dato può dimostrarsi interessante anche se necessita di ulteriori verifiche. Nonostante l'impatto positivo sugli adattamenti muscolari che favoriscono l'ossidazione lipidica, è necessario stabilire se questo possa effettivamente tradursi in una maggiore perdita di grasso a lungo termine. Ciò in quanto anche la preservazione della massa muscolare, che può essere ottenuta con il consumo di cibo pre-esercizio, riesce a mantenere il metabolismo basale più elevato influendo a sua volta sulle capacità ossidative sia in maniera diretta che indiretta. Come viene riportato in precedenza, l'assunzione di cibo pre-allenamento è infatti in grado di esaltare l'ossidazione di grassi fino a 24 ore dal termine dell'esercizio rispetto al digiuno.

#### Il falso mito
Grazie alla sua larga diffusione, sono stati attribuiti all'esercizio fisico a digiuno alcuni benefici in realtà privi di riscontro scientifico:
- l'attività aerobica svolta a digiuno permette di bruciare maggiori quantità di grasso

Non è l'assunzione di cibo di per sé che porta a inibire l'ossidazione di grassi ma piuttosto la composizione del pasto o la natura dei macronutrienti, il grado di allenamento del soggetto, e l'intensità dell'allenamento. Proteine e lipidi non inibiscono i processi ossidativi, mentre i carboidrati possono portare a questa inibizione, ma in circostanze specifiche. Il pasto misto (come una prima colazione standard) rappresenta in assoluto il maggiore stimolo alla secrezione di insulina, cioè l'ormone che inibisce i processi di ossidazione di grasso.
- l'attività aerobica svolta a digiuno innalza il metabolismo per il resto della giornata;

Le evidenze scientifiche rivelano l'esatto opposto. L'assunzione di cibo porta ad esaltare molto più il metabolismo basale, l'EPOC e la spesa lipidica per 24 ore rispetto all'esercizio a digiuno, e le proteine lo esaltano significativamente più dei carboidrati e dei grassi.
- grazie ai bassi valori glicemici, allenarsi a digiuno promuove un maggiore utilizzo di grassi come combustibile

Non è il digiuno che determina necessariamente un maggiore utilizzo di grassi, ma piuttosto l'intensità dell'esercizio, il tipo di macronutrienti assunti e il grado di allenamento dei soggetti. L'assunzione di carboidrati o un pasto misto contenente carboidrati, non l'assunzione di cibo a priori, è in grado di bloccare l'ossidazione di grassi a basse intensità. L'assunzione di proteine e grassi non ha un effetto inibitorio ma permissivo sull'ossidazione di gassi durante l'esercizio. L'assunzione di carboidrati può inibire l'ossidazione di grassi ad intensità moderate nei soggetti non allenati, ma non influisce sull'ossidazione di grassi nei soggetti allenati. All'interno della zona lipolitica, cioè il range di intensità in cui aumenta il tasso di ossidazione di lipidi, l'assunzione di cibo o carboidrati non ha dimostrato di bloccare l'ossidazione lipidica nella maggior parte dei casi.
- il digiuno porta l'instaurarsi di un assetto ormonale catabolico favorevole al dimagrimento'

L'attività degli ormoni controregolatori o controinsulari (antagonisti dell'insulina) effettivamente prevale durante il digiuno, ma l'esaltazione degli ormoni dalla maggiore capacità lipolitica (catecolammine e GH) avviene ad intensità moderate e soprattutto alte (aumentano cioè in proporzione all'intensità), un livello in cui è stato riconosciuto che l'assunzione di cibo non influenza significativamente l'ossidazione lipidica, specie nei soggetti allenati. Solo nell'esercizio a bassa intensità l'insulina provocata dall'assunzione di carboidrati o pasti misti non viene soppressa, contrariamente a livelli di intensità superiori, a causa dell'effetto inibitorio delle catecolammine. Il digiuno però può facilmente instaurare al contrario un assetto ormonale catabolico anche a carico del muscolo scheletrico (cortisolo), portando possibilmente al deperimento e alla conseguente riduzione del metabolismo basale.
- l'esercizio fisico a digiuno promuove maggiormente il dimagrimento rispetto all'esercizio a stomaco pieno

Non è mai stato stabilito direttamente tramite ricerche scientifiche che l'esercizio a digiuno porti ad un maggiore dimagrimento rispetto all'esercizio a stomaco pieno. La questione ad oggi risulta ampiamente dibattuta in ambito scientifico, e svariate ricerche non sembrano supportarne l'efficacia. In questo contesto insorgono troppe variabili per poter estrapolare questa conclusione senza alcuna evidenza scientifica a supporto. Il dimagrimento sul lungo termine e la maggiore riduzione della massa grassa non possono essere stabiliti tramite la valutazione e la stima della mera spesa lipidica durante l'esercizio, ciò in quanto il dispendio di lipidi durante l'esercizio non è necessariamente un indicatore dell'efficacia di un allenamento ai fini del dimagrimento.

## Pasto pre-esercizio
Sulla base dei risultati favorevoli sul EPOC indotti dall'assunzione di cibo prima dell'esercizio aerobico forniti dalla ricerca di Paoli et al. (2011), Len Kravitz, noto Ph.D., fisiologo dell'esercizio fisico e professore alla Università del Messico, raccomanda, per bruciare più calorie provenienti dai grassi, di consumare una leggera colazione prima dell'esercizio mattutino. Questo favorisce un aumento del metabolismo (tutte le reazioni chimiche nel corpo per liberare energia, che viene misurata dal consumo di ossigeno) e riduce la RER (quindi brucia più grasso come combustibile) dopo l'allenamento. Secondo le sue indicazioni, bisognerebbe incoraggiare i praticanti a mangiare o bere qualcosa di facilmente digeribile almeno 20 o 30 minuti (o fino a un'ora) prima dell'allenamento mattutino. Poiché il glucosio è la fonte di energia preferita per la maggior parte dell'esercizio, uno spuntino mattutino pre-esercizio dovrebbe far assumere alimenti ad alto contenuto di carboidrati, che sono più facili da digerire. Ciò comprende alimenti come frutta, pane, barrette energetiche e bevande energetiche. Bisognerebbe anche assicurarsi di bere un po' d'acqua prima dell'allenamento in modo da essere adeguatamente idratati.
(Len Kravitz, Ph.D.)
Anche Jenna A. Bell-Wilson, Ph.D., nutrizionista, e autrice del libro Energy to Burn: The Ultimate Food and Nutrition Guide to Fuel your Active Lifestyle (2009) esprime pareri in linea con quelli di Kravitz:
(Jenna A. Bell-Wilson, Ph.D., RD, LD.)
Per come si è potuto notare, l'assunzione dei carboidrati prima e/o durante l'esercizio aerobico a moderata intensità non porterebbe ad inibire l'ossidazione di grassi, almeno su soggetti allenati o moderatamente allenati. Inoltre, non solo l'assunzione di cibo pre-esercizio esalta l'ossidazione di lipidi (EPOC) per 24 ore dal termine dell'attività fisica più dell'esercizio a digiuno, ma le proteine hanno un effetto significativamente più stimolante rispetto ai carboidrati. Entrambi i macronutrienti hanno inoltre la capacità di inibire gli eventuali processi catabolici del muscolo scheletrico (proteolisi muscolare) che si verificano nel digiuno, e ancora più durante l'esercizio a digiuno, portando ad una riduzione della massa muscolare e quindi del metabolismo basale e delle capacità ossidative (minore capacità di ossidazione di grassi basale). Il muscolo è infatti uno dei principali tessuti in grado di enfatizzare l'ossidazione di lipidi rispetto ai carboidrati durante una scarsa presenza di questi ultimi, e una sua riduzione porta ad una soppressione del metabolismo basale e dei processi ossidativi dei grassi. Il pasto misto quindi può essere una buona strategia come pasto pre-allenamento, come è stato suggerito da diverse autorità dell'esercizio fisico. Per di più, alcune ricerche hanno mostrato che il connubio tra proteine e carboidrati nel pre-esercizio sia in grado di migliorare la prestazione di endurance e ridurre il danno muscolare rispetto all'assunzione di soli carboidrati, e questo può confermare ulteriormente l'utilità del pasto misto pre-allenamento. Prendendo in considerazione i pareri di alcuni specialisti dell'esercizio fisico, tra cui medici, coach, preparatori atletici, atleti di forza e bodybuilder, anche il pasto composto da sole proteine e/o amminoacidi può essere una strategia interessante, come suggeriscono rispettivamente, il noto allenatore di forza, nutrizionista e ricercatore nell'ambito della nutrizione e supplementazione nello sport Dave Barr, il famoso coach e bodybuilder canadese Christian Thibaudeau, e il medico sportivo, chirurgo, specialista in Scienze dell'Alimentazione e presidente dell'Accademia del Fitness Massimo Spattini:
(Dave Barr, CSCS,*D, CSPS, NSCA-CPT,*D, TSAC-F, RSCC)
(Christian Thibaudeau)
(Massimo Spattini, La dieta COM e il dimagrimento localizzato, pp. 267)

## Intensità e dimagrimento
Come accennato precedentemente, l'intensità dell'allenamento è un interessante fattore da considerare. Questo perché l'EPOC, cioè l'aumento del metabolismo basale e della spesa di grassi nelle ore successive all'esercizio fisico, è molto sensibile all'aumento dell'intensità. Non a caso la ricerca mostra che l'esercizio anaerobico, sia sotto forma di pesi, che sotto forma di allenamento cardiovascolare, intensifica l'EPOC, e quindi il dispendio di lipidi post-allenamento, molto più della normale attività aerobica. Rimanendo nell'ambito dell'esercizio cardio, la ricerca mostra che l'High Intensity Interval Training (HIIT) possa enfatizzare il dimagrimento più dell'attività aerobica (Steady State Training). Tuttavia, per svolgere un allenamento anaerobico, per definizione molto intenso, il corpo deve attingere quasi esclusivamente dalle riserve di carboidrati piuttosto che di grassi, e ciò diventa controproduttivo se viene svolto di prima mattina a digiuno, dove le riserve di glicogeno epatico ridotte si tradurrebbero probabilmente nell'incapacità di poter reggere alti regimi di intensità senza un carburante di natura glucidica assunto tramite la dieta. Viene infatti stabilito che l'HIIT provochi un dispendio di carboidrati molto elevato, portando potenzialmente a depletare (esaurire) il glicogeno muscolare in soli 30-60 minuti. Ma come documentato in precedenza, assumere del cibo prima dell'esercizio porta ad enfatizzare l'EPOC più che lo stato di digiuno, a favorire la prestazione, e ad inibire i processi catabolici del muscolo scheletrico.
Ciò che influisce sul EPOC è anche il volume di allenamento, che nel contesto cardiovascolare indica la durata della sessione. Per influire significativamente sul EPOC con l'esercizio aerobico (cioè a bassa-moderata intensità), è necessario quindi agire sul volume, dal momento che l'intensità rimane per definizione moderata. Tuttavia è importante considerare che l'esercizio cardio aerobico a digiuno può avere un effetto catabolico sul muscolo, e questo rischio aumenta con la durata della sessione di allenamento, quindi con l'aumento del volume.